# Bosque del Olvido, 18:40 horas
Bosque del Olvido, 18:40 horas es el título del primer episodio de la primera temporada de la serie española Cuenta atrás. Fue estrenado en la cadena  Cuatro el 8 de mayo de 2007 en lo que supuso el inicio de la serie, que incluyó en el mismo día y con posterioridad el estreno del episodio titulado Océano Atlántico, aguas jurisdiccionales de Togo, 07:14 horas. El episodio registró una audiencia de 2.829.000 espectadores con un share del 18,2%.

## Sinopsis
Una mujer embarazada corre sin rumbo por el bosque del Olvido, huyendo de alguien que la sigue sin descanso. Exhausta por el esfuerzo y con síntomas de haberse puesto de parto, cae al suelo agotada, poco antes de que su perseguidor llegue hasta ella y le apunte con su pistola a la vez que le saluda diciendo "Hola, gordi".

### 35 horas antes
La Unidad 7 de la Policía Judicial investiga un tiroteo en una plaza que se ha saldado con un muerto y un herido grave. El jefe saliente de la Unidad, José Manuel Vázquez (Manuel Tejada), no puede disimular su enfado al no ver trabajando en la escena del crimen a su sucesor, Pablo Corso (Dani Martín). Este llega más tarde, con las secuelas de una juerga vivida la noche anterior, y acompañado por su compañera de trabajo Leo (Bárbara Lennie), quien ha tenido que ir a su casa para recogerle y llevarle al lugar del tiroteo.
La víctima es identificada como Gabi Chacón, un camello y delincuente común. La hipótesis inicial de Corso apunta a un ajuste de cuentas en el que Chacón hirió con un cuchillo al hombre que le mató, quien también disparó a un repartidor de fruta que se encontraba en el momento y el lugar equivocados. Extrañado por la aparente ausencia de testigos, el nuevo jefe de la Unidad 7 utiliza su intuición para identificar como tal a una mujer embarazada que lleva bastante tiempo observando la escena con inquietud. Tras reconocer ésta que presenció el tiroteo y que el asesino le miró a la cara abandona el lugar sin avisar mientras el repartidor herido fallece antes de poder ser subido a la ambulancia.
Mientras Vázquez le canta las cuarenta a Corso por su pobre actuación en su primer día al frente de la unidad, este consigue identificar a la testigo como Pepa (Silvia Marty), camarera de un bar de la plaza y dar con su domicilio. Gracias a la declaración de ella, el asesino es identificado como Rafael Clavijo (Lucas Trapaza), un peligroso criminal con un historial poblado de atracos, homicidios y agresiones sexuales y al que se le perdió la pista tras fugarse de una prisión en Brasil. Preguntando en la zona, Corso da con el paradero del criminal, pero este, alertado por un amigo suyo consigue escapar de sus perseguidores. Una vez eludido a la Policía, Clavijo manda a su aliado encontrar la dirección de la camarera.
En el bar donde trabaja Pepa, el dueño asegura a los policías que Clavijo estuvo en el establecimiento justo antes de los disparos, y que se detuvo antes de salir a la calle para dirigirle unas palabras a la camarera embarazada. Corso y Leo van a casa de la testigo del tiroteo para hacerle una preguntas acerca de su omisión de tal dato, pero Joaquín (Vicente Romero), su excesivamente celoso marido no solo se niega a permitir que su mujer hable con ellos, sino que asegura que han decidido entre los dos que ella no va a declarar, a pesar de la protección que la Policía les proporciona para evitar que Clavijo llegue hasta Pepa. Nadie se da cuenta de que el amigo del criminal ha localizado el domicilio.
Al día siguiente, tras dirigir Vázquez unas últimas palabras a sus compañeros antes de su inminente jubilación, Corso le comunica su decisión de renunciar a su puesto y dejar el Cuerpo. Decepcionado, el veterano policía decide ir al domicilio de Pepa con la intención de convencerla para que declare. Mientras ésta sale con el equipaje preparado para irse a casa de sus padres hasta el momento del parto, Clavijo consigue burlar la vigilancia efectuada por Rocío (Teresa Hurtado de Ory) y Molina (José Ángel Egido) y colarse en el edificio. En la Comisaría, Corso recuerda haber visto a la misma persona tanto en el bloque donde vive Clavijo como en la calle de Pepa y se da cuenta de que el asesino sabe dónde vive la camarera, de modo que intenta avisar sin éxito a Vázquez. Este resulta malherido en un tiroteo contra Clavijo en el aparcamiento del edificio, momento que aprovecha Pepa para huir.
Tras la hospitalización de Vázquez, Corso habla con Joaquín en busca de una pista sobre el paradero de Pepa, que no ha llegado a la casa de sus padres. Este, aparte de mostrar incoherencias con su anterior declaración y reconocer que tuvo una discusión con su esposa les da los datos de una amiga de ella, Julia, que vive en una casa en la sierra. Hablando con ella, el inspector de policía descubre que Pepa cambió radicalmente su personalidad después de su boda y que tenía dudas sobre su matrimonio y su embarazo. En la Brigada, Mario (Álex González) y Rocío descubren que Pepa vació su cuenta bancaria el día anterior al tiroteo, sacando de la misma unos 18.000€.
La investigación da un giro cuando la madre de Pepa, quien confirma la declaración de Julia sobre el cambio de su hija, asegura haberla visto días atrás siendo abordada por un hombre cuya descripción coincide con la de Clavijo. Mientras el equipo elabora sus hipótesis sobre la relación entre ambos, Leo y Molina detienen al cómplice de Clavijo, identificado como Juan Palacios "Yiyi", compañero de éste en la cárcel de Soto del Real. Corso y Mario vuelven a hablar con Joaquín para que revele el motivo de su discusión con su esposa y éste cuenta finalmente que ella le confesó la noche anterior conocer a Clavijo desde que este último la violara en su despedida de soltera, así como el acoso al que el criminal la sometía desde hace un mes y el pago de los 18.000 euros a Chacón para asesinarlo.
En la Comisaría, el equipo consigue que "Yiyi" se ponga en contacto con Clavijo, quien le cuenta que otra mujer medió por Pepa para contratar a Chacón. Al localizar la llamada en la sierra, deducen que la camarera se encuentra escondida en la casa de Julia. Allí, Pepa se queda sola cuando, al romper aguas, su amiga baja al pueblo en busca de una comadrona, justo antes de la llegada de Clavijo. Al ver a éste en la casa, inicia la huida por el monte, perseguida por el asesino.

### Fin de la cuenta atrás
La Unidad llega a tiempo para evitar que Clavijo asesine a Pepa. Corso es el primero en hacer acto de presencia, pero el criminal hace que tire su pistola tomando a la camarera como escudo humano. Desarmado, el inspector provoca a Clavijo insinuando las violaciones que probablemente sufrió en la cárcel brasileña de donde se fugó. Concediéndole un último deseo, el asesino se quita sus gafas de sol, descubriendo su ojo de cristal, momento que Corso aprovecha para hacer que el sol le deslumbre y dejar que Mario le pegue un tiro certero en la frente.
Más tarde, con su hija ya nacida, Pepa es subida a una ambulancia mientras Corso disuade a Mario de detener a la camarera y a Julia y hacer constar la hipótesis inicial del ajuste de cuentas como la versión de los hechos con la que cerrar el caso. En el hospital, Vázquez se recupera favorablemente de sus heridas, y su sucesor comienza a replantearse su decisión de dejar la Policía.